# وسیلیوس پساچوس
وسیلیوس پساچوس (یونانی: Βασίλειος Ψάχος؛ ۱ ژانویهٔ ۱۸۷۷ – تاریخ ورودی نامعتبر است) ورزشکار دو و میدانی اهل یونان بود.